# جويس كارول توماس
جويس كارول توماس (بالإنجليزية: Joyce Carol Thomas)‏‏ (25 مايو 1938 في بونكا سيتي - 13 أغسطس 2016 في ستانفرد، كاليفورنيا) كاتِبة، وشاعرة، وروائية، وكاتبة مسرحية، وكاتبة للأطفال من الولايات المتحدة.